# Фористон (Минесота)
Фористон (енгл. Foreston) град је у америчкој савезној држави Минесота.

## Демографија
По попису из 2010. године број становника је 533, што је 144 (37,0%) становника више него 2000. године.
| Група             | 2000.       | 2010.       |
| Белци             | 386 (99,2%) | 509 (95,5%) |
| Афроамериканци    | 0 (0,0%)    | 0 (0,0%)    |
| Азијати           | 0 (0,0%)    | 4 (0,8%)    |
| Хиспаноамериканци | 2 (0,5%)    | 9 (1,7%)    |
| Укупно            | 389         | 533         |